# 莫斯科號巡洋艦沉沒
2022年4月13日，俄罗斯海军黑海舰队旗舰莫斯科號巡洋艦于蛇岛以東的黑海海域遭乌克兰海军發射海王星导弹擊毀，最终於俄军翌日试图将其拖回港时沉没。莫斯科号是俄罗斯海军的六大舰艇之一，同时也曾是黑海舰队中最大的舰艇。
莫斯科号的沉沒創下多個紀錄，其不僅為俄罗斯舰队自日俄战争以来第一艘被擊沉的旗舰，亦是繼福克蘭戰爭中阿根廷海軍貝爾格拉諾將軍號後被擊沉的最大战舰，以及二戰以來第一艘被擊沉的萬噸級軍艦。

## 沉没原因

### 烏克蘭方面
首份導彈擊中該艦的報告是在2022年4月13日20:42（烏克蘭時間，[UTC+03:00]），一名與軍方有聯繫的烏克蘭志願者於Facebook發佈帖文：「莫斯科巡洋艦剛剛被2枚海王星導彈擊中，它並沒有沉沒，但發生大火，現時海上有暴風雨。」 其後，烏克蘭總統顧問阿列克谢·阿列斯托维奇表示「莫斯科」號正在波濤洶湧的海域著火。敖德薩州州長Maksym Marchenko則證實，烏克蘭軍隊用兩枚R-360海王星反艦導彈擊中「莫斯科」號，「造成非常嚴重的破壞」。 4月14日12:43，烏克蘭南部司令部在Facebook上發佈一段影片，其中一份報告稱該艦因海王星反艦導彈受到損壞，更引致莫斯科號發生火災，其他船隻正在「努力提供幫助，但風暴和彈藥爆炸令巡洋艦開始沈沒。」

### 俄羅斯方面
俄罗斯国防部称，4月13日莫斯科號飛彈巡洋艦发生火灾，导致弹药库弹药被引爆后船体受损严重。4月14日俄羅斯表示，巡洋艦的導彈系統完好無損，火勢由水手控制，目前正在努力將該船拖到港口。 4月14日晚些時候，俄羅斯外交部表示，「莫斯科」號在暴風雨天氣被拖走時沉沒，但沒有說明原因，也沒有提到烏克蘭的襲擊。俄羅斯新聞媒體和電視台報道沉沒事件，原因是由於「暴風雨」。

### 其他
美國國防部發言人约翰·柯比於4月14日清晨表示，沒有足夠的信息證實導彈襲擊，但不能排除，圖像顯示，莫斯科號遭受相當大的爆炸。爆炸的原因尚不清楚，似乎以本身的動力移動，可能前往塞瓦斯托波爾進行維修。 國防部發言人後來表示，目前還不清楚該船是自行移動還是被拖走。 一位匿名的國防部高級官員表示，莫斯科號正在「在撲滅火災，但我們不知道損壞的程度」，但它是「大」和「廣泛的」。

## 人员损失
俄罗斯国防部称，1名军人在损管控制的过程中死亡，27人在火灾到沉没的过程中失踪，舰上其余396人被撤离。
据总部设在国外的一些俄罗斯语媒体报道，约有40人死亡，另有100人受伤。
部分失踪人员名单：
- 列昂尼德·萨文[28]
- 谢尔盖·格鲁迪宁[28]
- 叶戈尔·什克雷贝茨[28]

乌克兰国家安全与国防事务委员会則表示，莫斯科号沉没时船上共搭载510人，其中只有52人获救。

## 各方反应
《纽约时报》报道称，五角大楼发言人约翰·柯比否认了美国媒体关于美国疑似向乌克兰提供了俄罗斯“莫斯科”号巡洋舰的情报数据的报道。
2022年5月6日，白宫发言人珍·莎琪表示：「我们没有向乌克兰提供有关莫斯科号巡洋舰的具体信息，也没有参与乌克兰方面对这艘军舰进行打击的决定。」

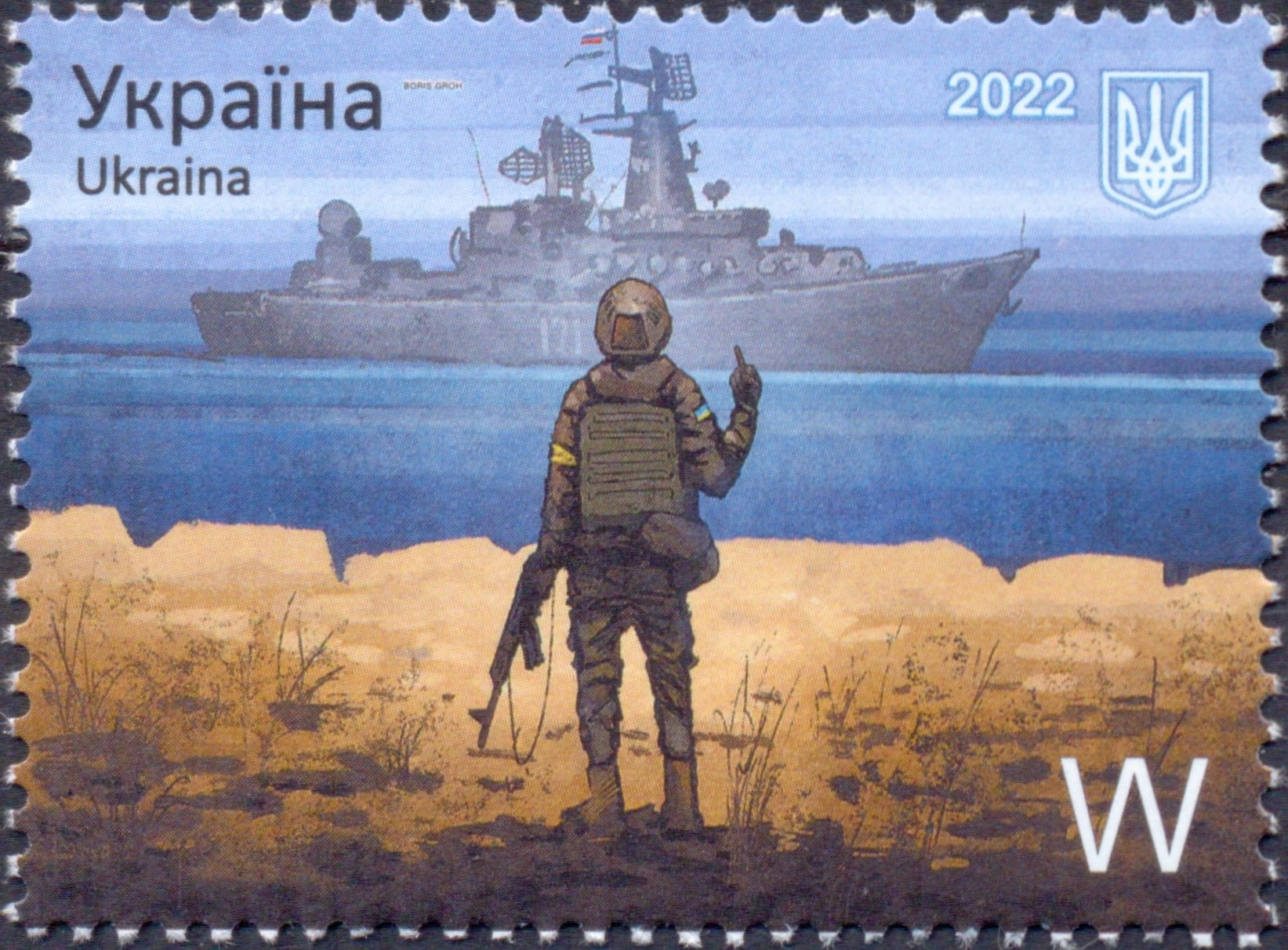
乌克兰在莫斯科号遭击沉前夕发行的“俄罗斯军舰，去你妈的”纪念邮票。其画面为蛇岛战役中的乌克兰守军向对其劝降的莫斯科号竖中指

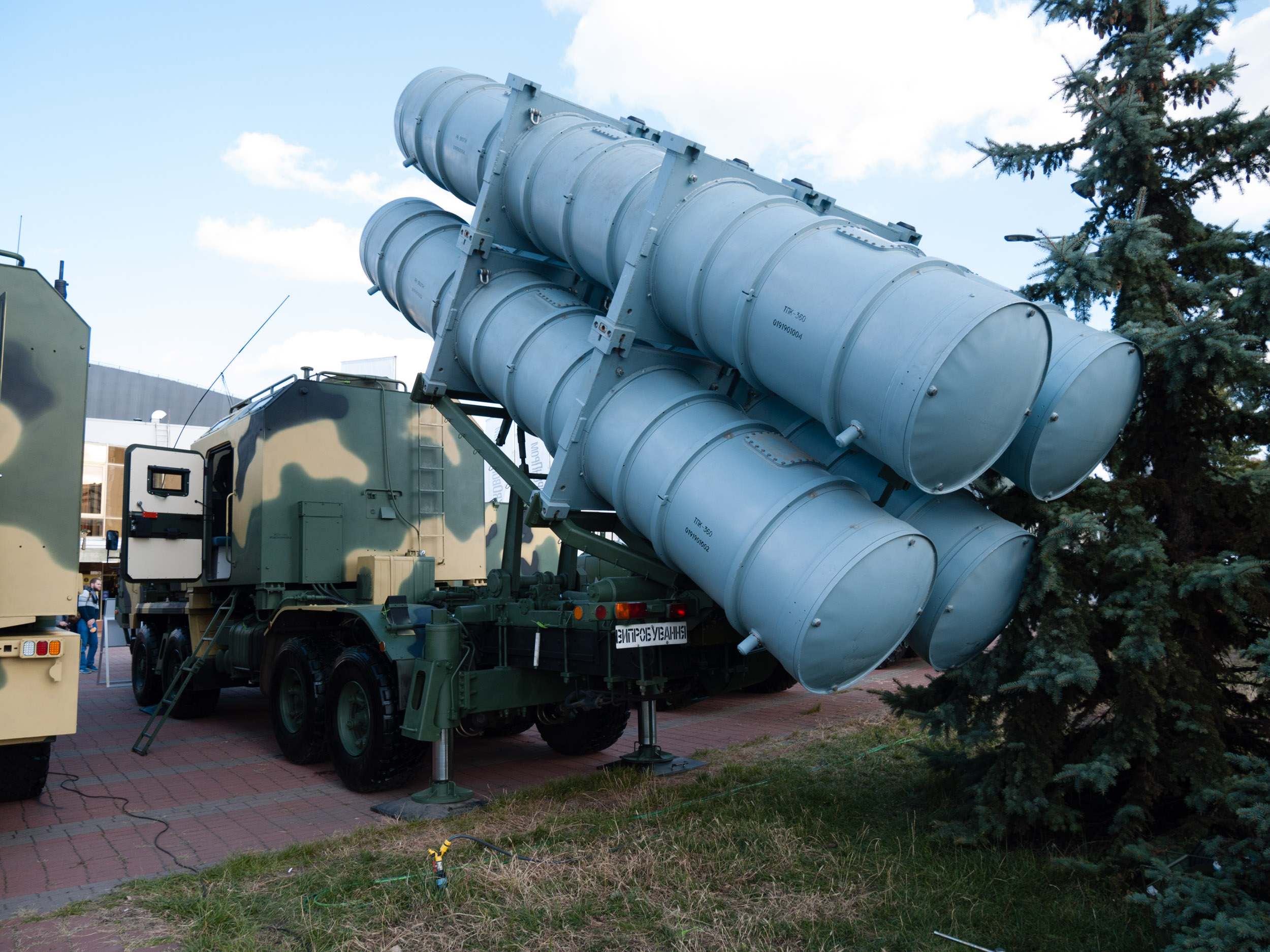
一辆R-360 海王星反舰导弹发射车，于2019年在基辅附近拍摄